# Ghosthunters
Ghosthunters (deutscher Verweistitel Ghosthunters – Komm uns nicht zu nah!) ist ein US-amerikanischer Horrorfilm aus dem Jahr 2016. Regie führte Pearry Reginald Teo, der ebenfalls das Drehbuch schrieb. Es handelt sich um eine Asylum-Produktion.

## Handlung
Henry hat ein Team bestehend aus Neal, dessen Freundin Amy, Jessica und ihrer Freundin Devon sowie Sally um sich versammelt. Gemeinsam betreten sie das Haus, in dem einst ein als Night Stalker bekannter Serienmörder Henrys Frau Martha und die gemeinsame Tochter Gabby ermordet hat. Sie hoffen, die Seelen der beiden durch ein von Neal entwickeltes Gerät zu befreien. Dieses ist in der Lage, Geister einzufangen und sie in einem Behälter einzusperren. Also bricht die Gruppe in das noch von der Polizei versiegelte Haus ein. Lediglich Amy ist skeptisch und bekommt ein schlechtes Gefühl, da sie Geister spürt. Tatsächlich ist die Gruppe dazu imstande, die Seelen ausfindig zu machen, und versucht diese zu einzusperren. Bei dem Versuch wird Devon mit einem Messer, das von Geisterhand kontrolliert wird, tödlich verwundet.
Sally, die ein Medium ist, findet schnell heraus, dass etwas in diesem Haus nicht stimmt und das es ein noch mächtigeres Wesen als Geister gibt. Kurz nach dieser Erkenntnis wird sie in eine Falle gelockt und getötet. Wenig später wird Amy von mehreren Visionen heimgesucht. Diese zeigen ihr den Tod von Henrys Familie. Zu ihrem Entsetzen stellt sie fest, dass es sich bei Henry selbst um den berüchtigten Night Stalker handelt. Sie erfährt durch die Visionen, dass Henry sie im Rahmen eines paranormalen Experiments ermordet hat, in der Hoffnung, dass diese in ihrer extremen Not die paranormale Energie verstärken würden. Sie bringt Henry dazu, seine Taten zu gestehen. Als er merkt, dass seine Worte aufgezeichnet wurden, erschießt er in seinem Zorn Neal.
Amy und Jessica fliehen, werden aber von Henry eingeholt. Mehrere Schüsse verfehlen die zwei jungen Frauen nur knapp. Plötzlich erscheint der Geist von Henrys Frau, der ihn lange genug ablenkt, damit Jessica die Behälter mit Ektoplasma zerbrechen kann. Die befreiten Geister greifen nun Henry an, während die zwei Frauen versuchen aus dem Haus zu flüchten. Während die Geister Henry töten, löst sich ein letzter Schuss aus dessen Waffe und trifft Jessica tödlich. Amy, die nun die einzige Überlebende der Ereignisse der Nacht ist, verlässt das Haus, als gerade die Polizei unter Führung von Officer Mack eintrifft.

## Hintergrund
Es handelt sich um einen Mockbuster zu Ghostbusters aus demselben Jahr. Gedreht wurde hauptsächlich in einem Filmstudio in Los Angeles. Seine Premiere feierte der Film am 5. Juli 2016 in den USA als Direct-to-Video. Am 19. August 2016 startete der Film in Deutschland in den Videoverleih.

## Rezeption
„Konventioneller Horrorthriller mit geringem Budget, lahmen Effekten und wenigen Ansätzen von Originalität. Die Spannung hält sich durch schlechte Darsteller und unfreiwillig komische Dialoge sehr in Grenzen.“

„Überflüssig.“

HorrorNews.net rezensierte den Film und kritisierte diesen für seinen Mangel an Logik und Sinn, während festgestellt wurde, dass „am Ende Horrorfans jedoch dazu neigen würden, Spannung und Angst über Klarheit zu stellen“, und dass Ghosthunters, wenn man zu diesem Kompromiss bereit sei, „seltsam befriedigend“ sei.
Im Audience Score, der Zuschauerwertung auf Rotten Tomatoes, konnte der Film bei weniger als 50 Stimmen eine Wertung von 42 % erreichen. In der Internet Movie Database hat der Film bei fast 800 Stimmenabgaben eine Wertung von 3,2 von 10,0 möglichen Sternen.